# River Teise
River Teise är ett vattendrag i Storbritannien.   Det ligger i riksdelen England, i den sydöstra delen av landet, 50 km sydost om huvudstaden London.